# جي (كلمة)
جي، (بالهندية: जी)، (بالأردية: جی)، (بالإنجليزية: ji)‏، هُوّ لقب تشريفي ومِن اللواحق التي تُلحق باسم الشخص في اللغة الهندوستانيَّة إضافةً إلى العديد من لغات شبه القارة الهندية. عادةً يستخدم شعوب شبه القارة الهندية لقب جي كلفظ احترام إذ يلحقونها باسم الشخص الذي يتحدثون إليه أو يتحدثون عنه احتراماً له، وهُوّ من الألقاب المُحايدة يُستخدم بين الجنسين ويُمكن استخدامه كمُصطلح احترام للجماد أيضًا.
وأيضًا لها عدة استعمالات أُخرى فهي مُرادف لبعض الكلمات في اللغة الهندية مِثل كلمة «ماذا» و«نعم» وتعني أيضًا «حقاً؟» بصيغة السؤال فقط.

## أصل الكلمة
أصل كلمة جي غيرُ معروف على وجه التحديد  إذ هُناك عدة أقاويل مِنها أنّها مُشتقة مِن اللغات الأسترو الآسيوية ، ومِنها أنّها مُشتقة مِن كلمتي «الروح» و«الحياة» باللغة السنسكريتية.

## أمثلة
أمثلة على استخدام جي كلفظ احترام:
- مع الأسماء، مِثل عباس-جي أو غاندي-جي أو روهيت-جي، أو شيفاجي وفي الحقيقة أنَّ اسم هذا الإمبراطور هُوّ شيفا فقط وتمَّ إضافة جي احتراماً له.
- مع الجماد، على سبيل المثال غانج-جي.
- في أي علاقة، بابو-جي أو بابا-جي أو أبا-جي أو بيتا-جي (أبي المحترم)، بِهن-جي أو ديدي-جي (أختي المحترمة)، ديفي-جي (سيدتي المحترمة)، بهاي-جي (أخي المحترم)، بابي-جي (زوجة أخي المحترمة)، دادا-جي (جدي المحترم)، دادي-جي (جدتي المحترمة).
- أثناء التحادث، يُمكن استخدامها أثناء التحادث مع أحدهم مثلاً إن تمَّ رفض شيء باحترام يُقال: «جي نَهي (نَهي تعني لا)»
- أحياناً تُستخدم كمرادف لنعم أو حسناً حيثُ على سبيل المِثال يُقال من أجل تأكيد أمر مُعين أو تأكيد أنَّ ما طُلِب فُهِم بشكلٍ تام يُقال «جي جي» كمِثل قول «أجل أجل» حيثُ تُستخدم للتأكيد.
- تُستخدم أيضًا في حالة عدم فهم السؤال أو شيء مُعين فيُسأل على سبيل طلب الإيضاح «جي؟» وهيّ كقول «ماذا؟» باحترام.
- تُستخدم كذلك في حال الاندهاش من خبر أو أمر ما فمثلاً إن سَمِع شخصاً عن شيء لأوَّل مرة وصُدِم منه قد يقول «جي؟» ويعني «حقاً؟» فيرد الآخر بـ «جي!» أي «نعم!»، وهي لا تُستخدم مُرادف لكلمة «حقاً» إلا بصيغة السؤال فقط.